# Torre de Fernagüelo
La torre de Fernagüelo o torre de Fernahuelo es una torre defensiva medieval en estado de ruina situada en la localidad oscense de Azlor

## Historia
De origen indeterminado, probablemente fuera parte de la línea defensiva musulmana somontanesa que iba a lo largo de las estribaciones montañosas por Peraltilla, Azara, Ador, Fernagüelo y Azlor desde el siglo XI. Las primeras referencias a la torre son del siglo XII. Existe un proyecto de restauración.

## Descripción
Situado en el barranco de la Clamor, protegía la entrada sur a Azlor como la vecina posición de Ador. Consiste fundamentalmente de una torre de vigilancia de 8 metros de altura, probablemente restos de una posición más amplia que permitiera cobijar una guarnición defensiva.
Actualmente la mitad sur de la torre está derrumbada, persistiendo solo la mitad norte con una aspillera.